# Західний фронт (СРСР, Друга світова війна)
За́хідний фронт — оперативно-стратегічне об'єднання радянських військ, яке існувало з 21 червня 1941 до 24 квітня 1944 року за часи Другій світовій війні. Сформований напередодні німецького вторгнення у червні 1941 року Західний фронт зазнав нищівної поразки у Прикордонних боях та Білостоцько-Мінській битві; більша частина сил фронту потрапила в оточення і була знищена як бойова сила. Поповнений за рахунок формувань Другого Стратегічного ешелону продовжував протистояти наступу німецьких військ. Фронт змушений був відійти за Дніпро і залишити Смоленськ, Могильов, Гомель, Великі Луки, але у ході Смоленської битви наступ вермахту був зупинений на два місяці. 6 грудня 1941 року Західний фронт за підтримки сусідніх фронтів перейшов у контрнаступ, завдавши поразки групі армій «Центр». З 1942 року провів серію наступальних та оборонних операцій на центральному напрямку, але головного — вибити війська противника з Ржевсько-Вяземського виступу не зміг. 1943 року брав участь у битві на Курській дузі та у визволенні Смоленської області. 24 квітня 1944 року фронт був перейменований на 3-й Білоруський фронт.

## Історія
Західний фронт був сформований на основі військ Західного особливого військового округу. Командувач — генерал армії Д. Г. Павлов. До початку війни головні сили Західного фронту були зосереджені уздовж кордону, об'єднані в чотири армії. У Білостоцькому виступі фронт зосередив 10-ту армію під командуванням генерал-лейтенанта Костянтина Голубєва, яку підтримували війська 6-го та 13-го механізованих корпусів генерал-майорів Михайла Хацкілевича та Петра Ахлюстіна відповідно. На лівому фланзі 10-ї армії знаходилася 4-та армія генерал-лейтенанта Олександра Коробкова, посилена 14-м механізованим корпусом генерал-майора Степана Оборіна. Праворуч перебувала 3-тя армія під командуванням генерал-лейтенанта Василя Кузнєцова за підтримки 11-го механізованого корпусу генерал-майора Дмитра Карповича Мостовенка. У другому ешелоні фронту була 13-та армія під командуванням генерал-лейтенанта Петра Філатова. Ця армія спочатку існувала лише як штабна одиниця, комплектування об'єднання перебувало в процесі зосередження визначених сил.

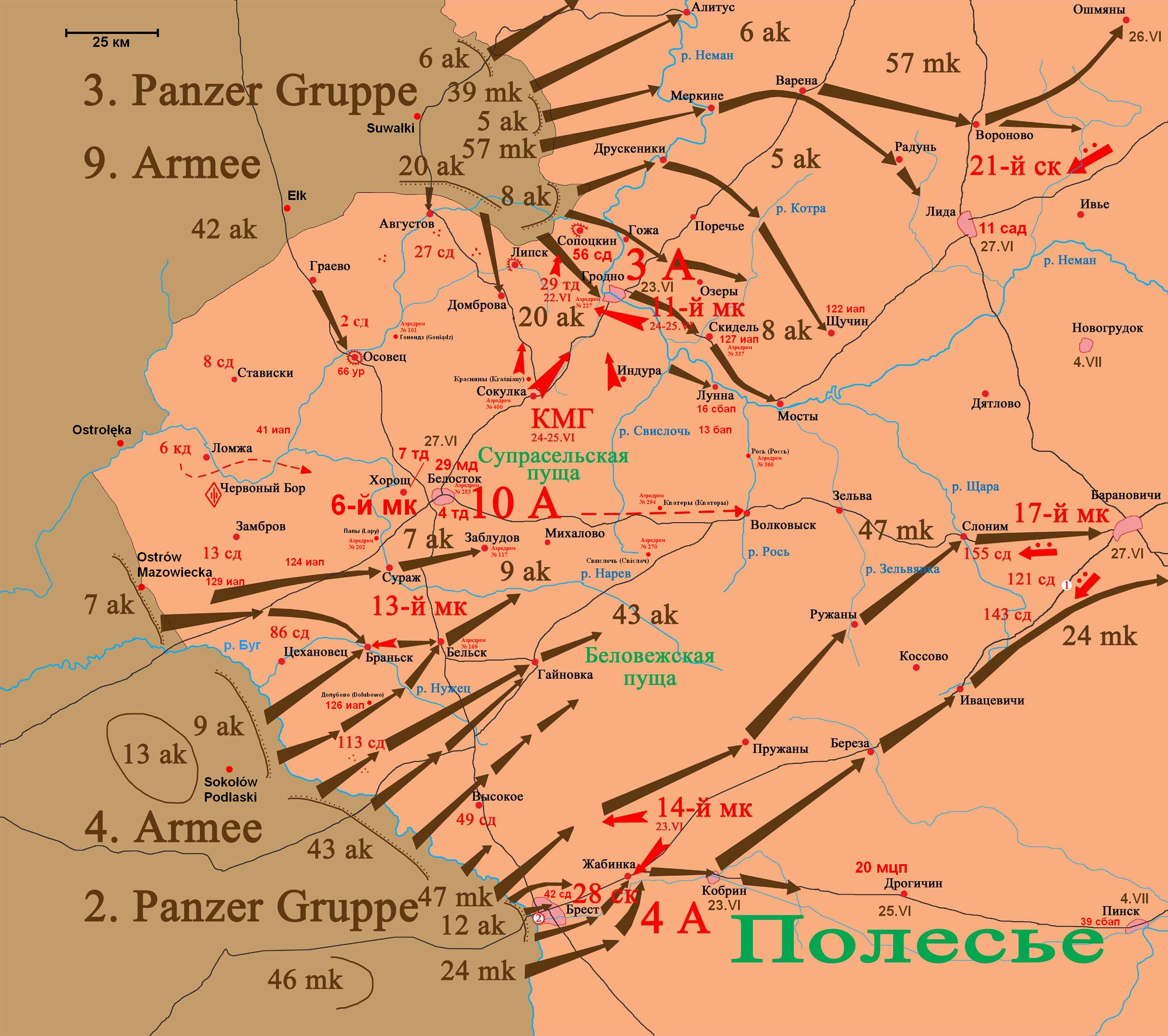
Бої на Білостоцькому виступі 22—25 червня 1941

Війна почалася катастрофічно для Західного фронту битвою під Білостоком і Мінськом. 9-та і 4-та німецькі армії групи армій «Центр» прорвали кордон північніше та південніше Білостоцького виступу. Значна кількість ВПС фронту була знищена ударами німецької авіації на аеродромах.
Радянське командування зазнало майже повного розгрому. Найбільше постраждала 4-та армія. Спроби перейти в контрнаступ 10-ю армією 23 червня не увінчалися успіхом. Того ж дня німецька 3-тя танкова група захопила Вільнюс після обходу 3-ї армії з флангу. 24 червня Павлов знову спробував організувати контратаку, доручивши своєму заступнику генерал-лейтенанту Івану Болдіну командувати 6-м і 11-м механізованими корпусами і 6-м кавалерійським корпусом генерал-майора Івана Семеновича Нікітіна. Цим ударним угрупованням Болдін мав атакувати на північ від Білостоцької області в напрямку Гродно, щоб не допустити оточення радянських військ на виступі.
Ця спроба контратаки також була марною. Майже без протидії з боку радянської винищувальної авіації літаки безпосередньої підтримки німецького VIII повітряного корпусу змогли зламати кістяк ударного угруповання Західного фронту під Гродно. 6-й кавалерійський корпус зазнав настільки значних втрат унаслідок ударів з повітря на його колони, що не зміг розгорнутися для атаки.
З 1212 танків 6-го механізованого корпусу лише близько 200 досягли районів збору через авіаудари та поломки техніки, і навіть у них до кінця дня закінчилося паливо. Така ж доля спіткала 243 танки 11-го механізованого корпусу, якому 25 червня було наказано наступати на Гродно. 6-й кавалерійський корпус зазнав 50 % втрат, а його командир Нікітін потрапив у полон. Спроба контрнаступу дозволила багатьом радянським військам втекти з Білостоцької області в напрямку Мінська, але це принесло лише тимчасове полегшення. Оскільки 2-га і 3-тя німецькі танкові групи поринули до Мінська на південному та північному флангах Західного фронту, виникла загроза нового оточення.
Увечері 25 червня німецький 47-й танковий корпус прорвався у стику між Слонімом і Вовковиськом, змусивши війська Західного фронту спробувати відступити на виступі, щоб уникнути оточення та відкрити південні підходи до Мінська.

Смоленська битва (1941)

Командувач фронту генерал Павлов віддав наказ відійти до нової оборони за річкою Щара, але нечисленні підрозділи, які отримали наказ, не змогли відірватися від противника, який переслідував їх по п'ятах. Під постійними ударами з повітря, війська Павлова пішки тікали на схід. Більшість 10-ї армії не змогла форсувати річку, оскільки мости через Щару були зруйновані авіаційними ударами. Далі на схід 13-та армія, яка отримала наказ зібрати різні сили, що відступали, щоб захистити Мінськ, але штаб армії потрапив у засідку, а плани відбудови оборони були захоплені. Тоді Павлов наказав своєму 20-му механізованому та 4-му повітрянодесантному корпусам, які до того часу перебували в резерві, зупинити німців у Слуцьку. Проте 20-й механізований корпус мав лише 93 старі танки, а 4-му повітрянодесантному корпусу через брак механізованих засобів та авіації довелося розгортатися на визначених рубежах пішки. Жоден не довів жодної загрози наступаючій 2-й танковій групі.
27 червня 1941 року 2-га і 3-тя німецькі танкові групи, завдаючи удару з півдня і півночі, з'єдналися поблизу Мінська, оточивши і зрештою знищивши в «мішку» радянські 3-тю, 10-ту і 13-ту армії, а також частини 4-ї армії, загалом близько 20 дивізій, тоді як залишки 4-ї армії відступили на схід до річки Березина. 28 червня 1941 року 9-та і 4-та німецькі армії з'єдналися східніше Білостока, розбивши оточені радянські війська на два осередки: більший Білостоцький осередок, в якому опинилася радянська 10-та армія, і менший Новогрудський осередок.
За перші 18 днів війни Західний фронт зазнав втрату 417 790 людей, 9427 гармат і мінометів, 4799 танків і 1777 бойових літаків і практично припинив існування як організована військова сила.
Командувач фронтом генерал армії Дмитро Павлов і штаб фронту були відкликані до Москви. Там їх звинуватили в умисній дезорганізації оборони та відступі без бою, і після недовгого слідства засудили як зрадників до розстрілу. 22 липня разом з командувачем розстріляли: начштабу фронту генерал-майор В. Ю. Климовських та начальник зв'язку фронту генерал-майор А. Т. Григор'єв. Начальника артилерії фронту генерал-лейтенанта М. А. Клича і командира 14-го мехкорпусу генерал-майора С. І. Оборіна заарештували 8 липня і потім розстріляли, командувача 4-ї армії генерал-майора О. А. Коробкова відсторонено 8 липня, наступного дня заарештовано та розстріляно 22 липня. Сім'ї зрадників були репресовані згідно з наказом НКВС № 00486 про покарання сімей зрадників Батьківщини (реабілітовані в 1956 році).
28 червня Сталін замінив опального Павлова на генерал-полковника Андрія Єрьоменка на посаді командувача Західним фронтом. Прибувши вранці 29 червня до штабу фронту в Могильові, Єрьоменко зіткнувся з надскладним завданням — навести порядок в обороні Західного фронту. Для виконання цього завдання спочатку він мав лише залишки 4-ї та 13-ї армій, з яких перша скоротилася до дивізії. 1 липня він наказав 13-ій армії відступити до річки Березина і обороняти ділянки між містами Холкольниця, Борисов і Бродець. Південніше 4-та армія мала обороняти Березину від Бродця через Свіслоч до Бобруйська. Для зміцнення оборони фронту з Московського військового округу до Борисова була терміново перекинута елітна 1-ша Московська мотострілецька дивізія полковника Якова Крейзера, що складалася з двох моторизованих, одного танкового полку та 229 танків. Однак на той час лінія оборони Єрьоменка на Березині вже була зайнята танковими дивізіями Гудеріана. 29 червня 3-тя танкова дивізія захопила плацдарм поблизу Бобруйська у смузі оборони 47-го стрілецького корпусу 4-ї армії, а 30 червня 4-та танкова дивізія захопила залізничний міст у Свіслочі у 4-го повітрянодесантного корпусу, відрізавши одну із трьох бригад цього корпусу та більшу частину 20-го механізованого корпусу від головних сил.
2 липня командувачем фронтом був призначений нарком оборони СРСР маршал С. К. Тимошенко (Єрьоменко був залишений його заступником). Одночасно до складу фронту було передано війська Другого Стратегічного ешелону. На початку липня 1941 року у склад Західного фронту було передано резервні 22-гу, 19-ту, 20-ту, 16-ту і 21-шу армії. Під ударами німецьких військ фронт змушений був відійти за Дніпро і залишити Смоленськ, Могильов, Гомель, Великі Луки, але у ході Смоленської битви наступ вермахту був зупинений на два місяці.
Протягом липня — вересня 1941 року Західний фронт по два рази недовгий час очолювали Маршал Радянського Союзу. С. К. Тимошенко та генерал-лейтенант А. І. Єрьоменко.
11 вересня 1941 року командувачем фронту став генерал-полковник І. С. Конєв.
Перед початком битви за Москву Західний фронт займав оборону на лінії Осташків — Андреаполь — Ярцево — Дорогобуж. До складу фронту входили 22-га, 29-та, 30-та, 19-та і 20-та армії.
2 жовтня 1941 року війська групи армій «Центр» почали операцію «Тайфун». У смузі Західного фронту головний удар завдавала 3-тя танкова група Г. Гота на північний захід від Вязьми. Німецькі танкісти прорвали слабку оборону 30-ї армії і вийшли в тил військами Конєва. 7 жовтня війська 19-ї, 20-ї, 24-ї і 32-ї армій Західного і Резервного фронтів були оточені під Вязьмою. Оточені війська під командуванням генерала М. Ф. Лукіна протрималися тиждень і були знищені.
10 жовтня Резервний фронт був розпущений, а його сили включені до Західного фронту, але, враховуючи удари, яких зазнали радянські війська, сили налічували лише 90 000 осіб. 16-та армія під командуванням Костянтина Рокоссовського утримувала оборону під Волоколамськом, а 5-та армія генерала Л. А. Говорова, нещодавно сформована з 1-го гвардійського стрілецького корпусу, на Можайському напряму. 43-тя армія генерала К. Д. Голубєва стояла під Малоярославцем, 49-та армія генерала І. Г. Захаркіна — під Калугою. Паралельно у Наро-Фомінську формувалася 33-тя армія під командуванням генерал-лейтенанта М. Г. Єфремова, яка мала бути передана Жукову.
11 листопада у зв'язку з розформуванням Брянського фронту до складу Західного фронту було передано 50-у армію генерал-майора А. М. Єрмакова. 15 листопада 1941 німецька група армій «Центр» відновила наступ на Москву. У ході оборонного етапу Московської битви до складу Західного фронту було передано 1-шу ударну та 20-ту армії, які прикривали розрив між 30-ою (17 листопада передана до складу Західного фронту) і 16-ою арміями.
Німецький наступ зупинився на підступах до Москви, а 6 грудня 1941 року Західний фронт за підтримки Калінінського та Південно-Західного фронтів перейшов у контрнаступ.
У січні 1942 року Західний фронт у взаємодії з Калінінським та Брянським фронтами відновив наступ, маючи на меті оточити та розгромити основні сили німецької групи армій «Центр». 1 лютого 1942 року для координації дії фронтів було відтворено Головне командування Західного напряму, яке очолив генерал армії Г. К. Жуков, водночас залишаючись командувачем Західного фронту.
У ході проведеної в період з 8 січня до 20 квітня 1942 року Першої Ржевсько-Вяземської операції війська Західного фронту не здобули успіху та попри дуже великі втрати радянських військ, оточити та знищити ржевсько-вяземське угруповання вермахту їм не вдалося.
Протягом усього 1942 та зими 1943 року Західний фронт вів важкі бої на центральному стратегічному напрямку, але помітних успіхів не досяг.
26 серпня 1942 року командувачем Західного фронту призначено генерал-полковника І. С. Конєва, начальником штабу з 5 травня 1942 року став генерал-лейтенант В. Д. Соколовський.
22 лютого 1943 року почався новий наступ Західного фронту — він мав підтримати дії радянських військ щодо розгрому німецької групи армій «Центр», проте успіху досягти знову не вдалося, і 28 лютого Конєва на посаді командувача Західного фронту змінив генерал-полковник В. Д. Соколовський. Начальником штабу було призначено генерал-лейтенанта А. П. Покровського.
2 березня 1943 року німецькі війська групи армій «Центр» розпочати організоване відведення військ з ржевсько-вяземського виступу. Радянські війська почали переслідування противника, що відступав, і до 31 березня 1943 року ржевський виступ був ліквідований.
12 липня 1943 року в ході проведення наступальної частини Курської битви війська Західного та Брянського фронтів розпочали контрнаступ на північному фасі Курської дуги. Основного удару завдала 11-та гвардійська армія з району Козельська, допоміжний удар — 50-та армія. Наприкінці липня 1943 року зі складу Західного фронту до складу Брянського разом із смугами відповідальності було передано 11-ту гвардійську армію, 11-ту армію, 4-ту танкову армію та 2-й гвардійський корпус. Західний фронт зосередився на проведенні Смоленської операції (7 серпня-2 жовтня 1943; операція «Суворов»), при цьому був посилений 21-ю і 68-ю арміями, 5-м мехкорпусом і 3-м гвардійським кавалерійським корпусом.
Після звільнення Смоленська, з осені 1943 до весни 1944 року, Західний фронт провів низку наступальних операцій із метою захоплення Вітебська та Орші, але загалом усі 11 військових операцій завершилися провалом.
15 квітня 1944 року на посаді командувача фронтом В. Д. Соколовського змінив генерал-полковник І. Д. Черняховський. 24 квітня 1944 року фронт був перейменований на 3-й Білоруський фронт.

## Командувачі
- генерал армії Д. Г. Павлов (21 — 30 червня 1941)
- генерал-лейтенант А. І. Єрьоменко (30 червня — 2 липня 1941 та 19 — 29 липня 1941)
- Маршал Радянського Союзу С. К. Тимошенко (2 — 19 липня та 30 липня — 12 вересня 1941);
- генерал-полковник І. С. Конєв (12 вересня — 12 жовтня 1941 та 26 серпня 1942 — 27 лютого 1943);
- генерал армії Г. К. Жуков (13 жовтня 1941 — 26 серпня 1942);
- генерал-полковник (з 27 серпня 1943 генерал армії) В. Д. Соколовський (28 лютого 1943 — 15 квітня 1944);
- генерал-полковник І. Д. Черняховський (до 24 квітня 1944).